# Anastasiu Crișu
Anastasiu Crișu (n. 1957) este un jurist român care a îndeplinit funcția de Avocat al Poporului în anul 2013. Anastasiu Crișu este profesor universitar la Facultatea de Drept a Universității din București și avocat în Baroul București.

## Biografie
Anastasiu Crișu a absolvit Facultatea de Drept a Universității din București în 1981. Între 1981 și 1982 a fost judecător la Judecătoria Călărași. Între 1982 și 1990 acesta a ocupat funcția de procuror. Între 1990 și 1991 a fost inspector guvernamental la Secretariatului General al Guvernului.
Între 2005 și 2009 a fost procurorul la Parchetul de pe lângă ICCJ, între 2002 și 2005 a fost procuror general financiar pe lângă Curtea de Conturi a României, instituție în care a mai lucrat între 1993 și 2002.
Între 1990-1993 a lucrat ca inspector la Corpul de Control al Guvernului, iar între 1981 și 1990 a fost judecător și procuror.
Pe 22 ianuarie 2013 a fost numit de plenul Parlamentului în funcția de Avocat al Poporului
iar în decembrie 2013 și-a depus demisia din această funcție.